# Andrzej Sadownik
Andrzej Sadownik (ur. 6 września 1949) – polski chemik, wykładowca akademicki i piwowar, doktor inżynier chemii, pierwszy prezes Polskiego Stowarzyszenia Piwowarów Domowych, były redaktor naczelny kwartalnika „Piwowar”.

## Życiorys
Absolwent Wydziału Chemii Politechniki Warszawskiej, gdzie otrzymał magisterium i gdzie się doktoryzował. Pracownik naukowy Wydziału Nauk o Żywności Szkoły Głównej Gospodarstwa Wiejskiego w Warszawie. Specjalista w zakresie syntezy organicznej. Prekursor i propagator piwowarstwa domowego w Polsce. W środowisku polskich piwowarów określany mianem ojca chrzestnego polskiego piwowarstwa domowego.
Założyciel jednego z pierwszych w Polsce browarów domowych o nazwie O!Nanobrowar Domowy PiwU (1994). Członek Stowarzyszenia Regionalnych Browarów Polskich. Juror i współorganizator ogólnopolskich konkursów piwowarskich. Autor receptur wielu piw produkowanych przez polskie browary m.in.: Zdrojowego i Żytniego z Browaru Konstancin oraz Stoutu z Browaru Południe.
Prezes Polskiego Stowarzyszenia Piwowarów Domowych w latach 2010–2013.

## Nagrody i wyróżnienia
- 2002 Złoty Chmiel

## Publikacje
- Przewodnik Piwosza (współautorzy: Ziemowit Fałat, Renata Górska, Paweł Plinta, Dariusz Wojtala). Bielsko-Biała 2002. ISBN 83-7304-030-7